# Carievale
Carievale es un pueblo canadiense situado en la provincia de Saskatchewan.

## Superficie
Carievale tiene una superficie de 1,51 km².

## Demografía
En 2021, tenía 85 habitantes, una densidad poblacional de 56,1 hab./km², y 37 viviendas.